# Ernesto Escobedo
Ernesto Escobedo (* 4. Juli 1996 in Los Angeles) ist ein mexikanisch-US-amerikanischer Tennisspieler.

## Karriere
Escobedo spielt bis 2016 hauptsächlich auf der Future Tour, wo er aber nie einen Titel gewann. 2016 kam er zu seinem ersten Finale bei einem Challenger-Turnier, in dem er Gonzalo Lama 2:6, 2:6 unterlag. Bei den Ricoh Open kam er nach überstandener Qualifikation zu seinem Debüt auf der ATP World Tour. In der ersten Runde traf er Aljaž Bedene und verlor 6:7, 2:6. Im Juli 2016 gewann er in Lexington sein erstes Turnier auf der Challenger Tour. Mit einem weiteren Turniersieg beim Challenger in Monterrey stieß er bis auf Rang 129 der Weltrangliste vor.
Ab 2023 trat Escobedo unter mexikanischer Flagge an.

## Erfolge
| Legende (Anzahl der Siege)  |
| Grand Slam                  |
| ATP Finals                  |
| ATP World Tour Masters 1000 |
| ATP Tour 500                |
| ATP Tour 250                |
| ATP Challenger Tour (5)     |

### Einzel

#### Turniersiege
| Nr. | Datum            | Turnier   | Belag     | Finalgegner       | Ergebnis        |
| --- | ---------------- | --------- | --------- | ----------------- | --------------- |
| 1.  | 31. Juli 2016    | Lexington | Hartplatz | Frances Tiafoe    | 6:2, 6:76, 7:63 |
| 2.  | 15. Oktober 2016 | Monterrey | Hartplatz | Denis Kudla       | 6:4, 6:4        |
| 3.  | 28. Juli 2019    | Granby    | Hartplatz | Yasutaka Uchiyama | 7:65, 6:4       |
| 4.  | 9. Januar 2022   | Bendigo   | Hartplatz | Enzo Couacaud     | 5:7, 6:3, 7:5   |

### Doppel

#### Turniersiege
| Nr. | Datum        | Turnier     | Belag     | Partner            | Finalgegner                        | Ergebnis         |
| --- | ------------ | ----------- | --------- | ------------------ | ---------------------------------- | ---------------- |
| 1.  | 6. Juni 2021 | Little Rock | Hartplatz | Nicolás Barrientos | Christopher Eubanks Roberto Quiroz | 4:6, 6:3, [10:5] |

## Abschneiden bei Grand-Slam-Turnieren

### Einzel
| Turnier         | 2014 | 2015 | 2016 | 2017 | 2018 | 2019 | 2020 | 2021 | 2022 | 2023 | Karriere |
| --------------- | ---- | ---- | ---- | ---- | ---- | ---- | ---- | ---- | ---- | ---- | -------- |
| Australian Open | —    | —    | —    | 2    | Q3   | Q1   | Q2   | Q1   | 1    | 1    | 2        |
| French Open     | —    | —    | —    | 1    | Q1   | —    | —    | Q2   | Q2   |      | 1        |
| Wimbledon       | —    | —    | —    | 1    | —    | —    |      | Q1   | Q1   |      | 1        |
| US Open         | Q3   | —    | 2    | 1    | Q2   | 1    | 2    | 2    | Q1   |      | 2        |

Zeichenerklärung: S = Turniersieg; F, HF, VF, AF = Einzug ins Finale / Halbfinale / Viertelfinale / Achtelfinale; 1, 2, 3 = Ausscheiden in der 1. / 2. / 3. Hauptrunde; Q1, Q2, Q3 = Ausscheiden in der 1. / 2. / 3. Qualifikationsrunde; nicht ausgetragen